# Xylopia calophylla
Xylopia calophylla é uma espécie de magnólia. Foi descrito pela primeira vez por Robert Elias Fries .  Xylopia calophylla pertence ao gênero Xylopia, e à família Annonaceae.
Este tipo de planta pode ser encontrado em:
- Brasil